# 土居純橘
土居 純橘（どい じゅんきち、1870年6月24日（明治3年5月26日）- 1937年（昭和12年）11月23日）は、日本の民権運動家・社会活動家。高知県生まれ。

## 経歴
1870年5月26日、高知県長岡郡大篠村大埇字関（現南国市）において、土居積盛と加免の長男として生まれる。為人剛毅、膽力に富み、仁義に厚く、人情豊かであった。青壮年の頃から身を政界に投じ、長陵の壮士として活躍した。1888年、保安条例発布に際し東京より退去を命ぜられ帰来、更に政界にあって同志武市安哉を国会におくるなど奮闘大いにつとめた。後断然志を決して、雄図を大陸にはせ活躍すること三十余年、この間日清・日露の両役に際しては民間の志士としてはたらいた。後営口に居を定め、煉瓦会社の経営に成功し、功成って1922年故山に帰った。晩年推されて立憲民政党高知支部顧問となるなど公人としても重きをなしたが、特に自から資を投じ、身を役して村治の発展と青年の育成に心を效した。1937年11月23日没。享年67。墓は南国市岡ノ上の西の山（小山）にあり、妻の富の墓と共にある。

## 親族
- 父：土居積盛
- 母：加免
- 妻：トミ（富）
- 養甥：関田繁里 - 海軍大佐。
- 大甥：関田英里 - 元高知大学学長。高知市立自由民権記念館初代館長。
- 大甥：関田典里 - 元三菱倉庫取締役。
- 従姪孫：竹村和夫 - 日本共産党高知県地方委員。妻は幸徳秋水の姪孫。
- 父の従兄弟：関田可通